# La spada dei Kamui
La spada dei Kamui (カムイの剣?, Kamui no ken) è un film del 1985 diretto da Rintarō.

## Trama
Durante il periodo Bakumatsu, Jiro è un bambino che un giorno trova la sua famiglia adottiva sterminata. Disperato e in fuga poiché sospettato di essere colpevole degli omicidi si imbatte nel monaco Tenkai, che gli offre di diventare un suo allievo come shinobi. Un giorno Tarouza, ex allievo di Tenkai, ritorna dal suo maestro ma viene attaccato dagli allievi di Tenkai, lo stesso monaco rivela a Jiro che la sua famiglia fu uccisa proprio da Tarouza, provocandone l'ira e la vendetta.
Dopo aver ucciso Tarouza, Jiro incontra una donna che afferma di essere sua madre e che gli rivela inoltre che Tarouza era suo padre, e che il reale colpevole dell'omicidio della sua famiglia adottiva era proprio Tenkai, che aveva delle mire su un antico tesoro.